# サオラ
サオラ（Pseudoryx nghetinhensis）は、偶蹄目（鯨偶蹄目とする説もあり）ウシ科サオラ属に分類される偶蹄類。本種のみでサオラ属を構成する。別名ブークアンオックス。ベトナムレイヨウ。

## 分布
ベトナム、ラオス

## 形態
体長150 - 200センチメートル。尾長13センチメートル。肩高80 - 90センチメートル。体重90キログラム。全身の毛衣は濃赤褐色や暗褐色と変異がある。四肢は黒い。眼の周囲や鼻面、頬、蹄の上部、臀部下部に白い斑紋が入る。
雌雄共に断面が円形で、やや捻じれるが直線的な角がある。角長32 - 52センチメートル。名前は生息地の呼称に由来し、「細長い角」の意。属名Pseudoryxは「偽のオリックス属」の意で、角がオリックス属を連想させることに由来する。眼下部にある臭腺（眼下腺）は発達する。眼下腺の開口部には動かす事ができる肉垂がある。第2、5指趾の蹄（側蹄）が退化している。
オスは角の先端が上方に向かって開き気味に伸び、メスは左右の角が平行に伸びる。

## 分類
記載時にはヤギ亜科に分類されると考えられていたが、ウシ亜科に分類するという説もある。
1992年にブークアン保護区で角が発見され、その後にベトナムとラオスの国境付近で標本が発見された。1996年にはメスの生体が捕獲された。2010年8月にも生体が捕獲され、ラオス政府が専門家を組織し、現地に派遣したが到着前に死亡した。

## 生態
山地の斜面にある常緑樹林や半落葉樹林に生息する。夏季は標高2,000メートル前後の場所に生息するが、冬季になると標高200メートルまで移動する。野生下では夜行性と考えられているが、飼育下では主に昼間に活動していたという報告例もある。単独で生活するが、2-3、6-7頭の群れを形成する事もある。外敵に襲われると水場に入り角を外敵に向けたまま静止する。
歯の形状から木の葉を食べると考えられているが、草を食べた目撃例もある。
繁殖様式は胎生。妊娠期間は約8か月と考えられている。5 - 7月に1回に1頭の幼獣を産むと考えられている。一方で生息地の猟師の報告例では2 - 3月に出産を行うとされる。

## 人間との関係
農地開発、森林伐採、道路・ダム建設による生息地の破壊および道路建設による狩猟や開発の増加、食用の狩猟などにより生息数は減少している。研究用の乱獲も懸念されている。ベトナムとラオスでは法的に保護の対象とされている。
2013年11月12日、世界自然保護基金（WWF）はベトナム山岳地帯の森林保護区で実に15年ぶりとなるサオラの生体写真の撮影に成功したと発表した。発表によると、WWFがベトナム政府と共同でアンナン山脈の山中に仕掛けた記録カメラが9月7日に捉えたという。ベトナムで野生のサオラが確認されたのは1998年が最後で、カメラによる記録も1999年に隣国ラオスで撮られて以来という。